# Новоникитинский сельсовет
Новоникитинский сельсовет — сельское поселение в Октябрьском районе Оренбургской области Российской Федерации.
Административный центр — село Новоникитино.

## История
На 1960 год существовал Ново-Никитинский сельсовет в составе Октябрьского района Оренбургской области, к нему относились  село Ново-Никитино (центр сельсовета), поселок Ильича и хутор Красный Яр.
9 марта 2005 года в соответствии с законом Оренбургской области № 1921/358-III-ОЗ образовано сельское поселение Новоникитинский сельсовет, установлены границы муниципального образования.

## Население
| 2010 | 2012 | 2013 | 2014 | 2015 | 2016 | 2017 |
| ---- | ---- | ---- | ---- | ---- | ---- | ---- |
| 940  | ↗959 | ↗975 | ↘960 | ↘959 | ↘932 | ↘909 |
| 2018 | 2019 | 2020 | 2021 |      |      |      |
| ↘886 | ↗889 | ↘863 | ↘830 |      |      |      |

## Состав сельского поселения
| № | Населённый пункт | Тип населённого пункта       | Население |
| - | ---------------- | ---------------------------- | --------- |
| 1 | Михайловка       | село                         | 136       |
| 2 | Новоникитино     | село, административный центр | 804       |